# فالدستاديون (النمسا)
فالدستاديون هو ملعب كرة قدم يقع بمدينة باشينغ النمساوية. ويتسع حالياً لحضور 7,870 ألف متفرج.
كان في السابق الملعب الرئيسي لنادي أوسكو باشينغ قبل أن ينحل، وهو الآن الملعب الرسمي لنادي نادي باشينغ،وكذلك لنادي لاسك لينتس ولغاية اتمام بناء ملعبه الجديد في عام 2022.